# Gliuki
Gliuki (biał. Глюкі) – białoruski zespół rockowy. Sami zaś muzycy określali swój styl jako drabczi-core (biał. драбч-кор). Założony został w 1998 roku w Mohylewie.

## Dyskografia
Albumy własne
| Tytuł albumu | Rok wydania           | Wydawca                          |
| ------------ | --------------------- | -------------------------------- |
| Humanoid     | 2005, oficjalnie 2007 | Kałczeh (biał. Каўчэг), БМАgroup |
| Idyatyzm     | 2009                  | БМАgroup                         |

Udział w kompilacjach
| Kompilacja                                      | Rok wydania | Piosenka                             |
| ----------------------------------------------- | ----------- | ------------------------------------ |
| 1418 dniej puti (ros. 1418 дней пути)           | 2005        | Dawaj zakurim (ros. Давай закурим)   |
| Premjer Tuzin (biał. Прэм’ер Тузін)             | 2006        | Apadki (biał. Ападкі)                |
| NiezależnyJA (biał. НезалежныЯ)                 | 2008        | Prahrama (biał. Праграма)            |
| Nje zahanjajsja (biał. Не заганяйся! vol.2)     | 2008        | Śpi, moj kraj (biał. Сьпі, мой край) |
| Premjer Tuzin (biał. Прэм’ер Тузін 2008)        | 2009        | AntiEMO (Parquet)                    |
| Budzma The Best Rock / Budzma The Best Rock/New | 2009        | Śpi, moj kraj (biał. Сьпі, мой край) |

## Nagrody
- Utwór Apadki (biał. Ападкі) najlepszą piosenką 2007 roku według Tuzina Hitou (biał. Тузін Хітоў).
- Utwór AntiEMO – Parquet najlepszą piosenką 2007 roku według Tuzina Hitou.
- Trzecie miejsce w konkursie wykonawców festiwalu Basowiszcza 2008 (biał. Басовішча-2008).
- Album Idyatyzm zajął drugie miejsce w TOP-10 na stronie znawców muzyki i folkloru Experty.by.
- Album Idyatyzm najlepszą białoruskojęzyczną płytą według Experty.by.
- Album Idyatyzm znalazł się w pierwszej trójce albumów 2009 roku według Tuzina Hitou.
- Piosenka Kraina 2.0 (biał. Краіна 2.0 – Глюкі feat. MAUZER і Green Che) najlepszą białoruską piosenką sezonu muzycznego 2009–2010 według portalu internetowego Tuzin Hitou.

## Członkowie
- Aliaksiej „Ljepa” Paronkin – wokal, gitara
- Raman „Romeo” Žyharaŭ – gitara basowa, wokal wspierający
- Maryna Hrybanoŭskaja – klawisze
- Juryj Dźjud – perkusja
- Kiryl „Kesz” Padlipski – gitara
- Ryhor „Hryf” Hrybanoŭski – perkusja

## Źródła
- Вынікі «Басовішча-2008»
- Лепшыя альбомы 2009 паводле Experty.by
- Галоўны беларускі хіт сезона 2009/2010